# Cécile Ines Loos
Cécile Ines Loos (* 4. Februar 1883 in Basel; † 21. Januar 1959 ebenda) war eine Schweizer Schriftstellerin und Verfasserin von autobiografisch geprägten Werken.

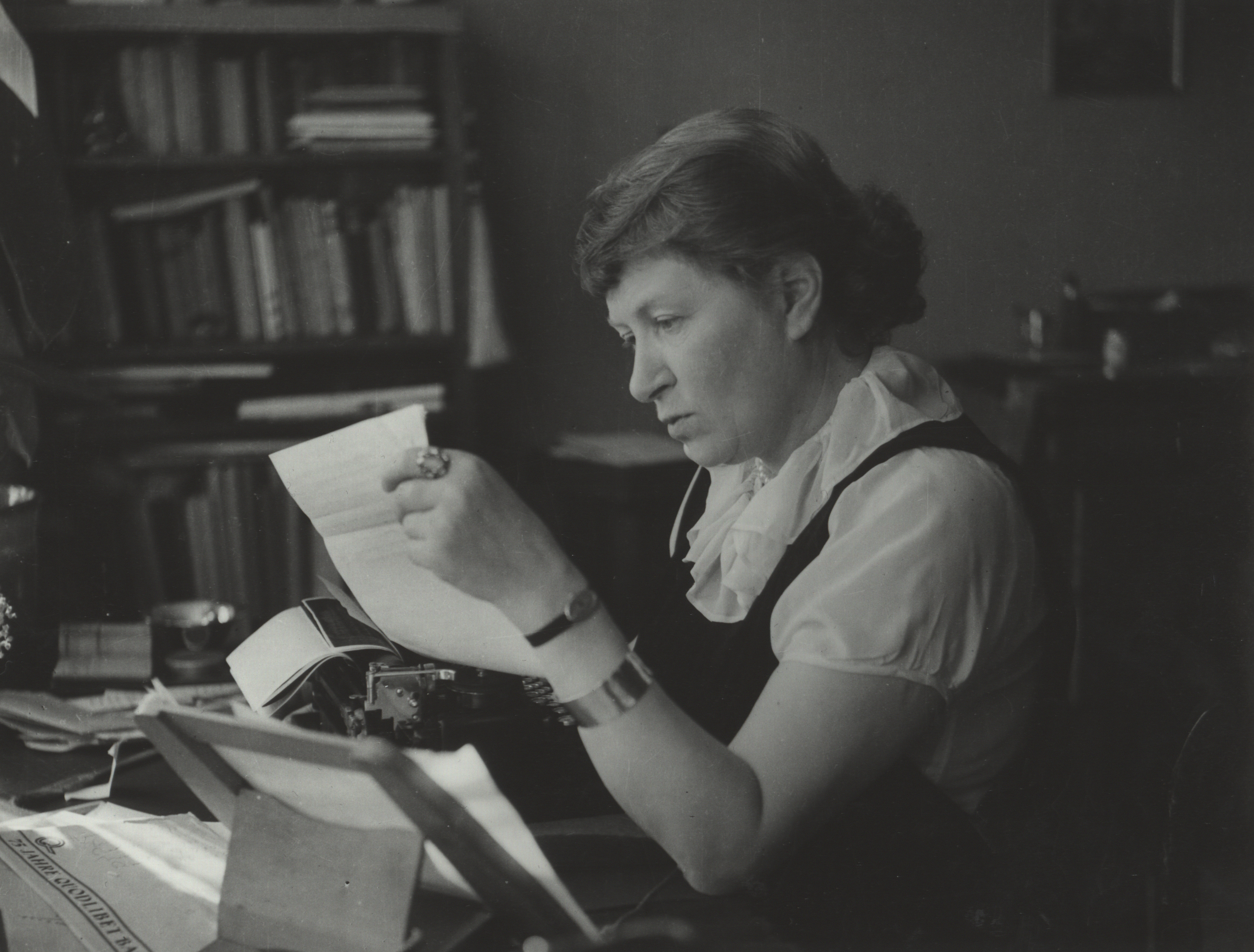
Porträt von Cécile Ines Loos (Fotoarchiv Jeck, Reinach BL)

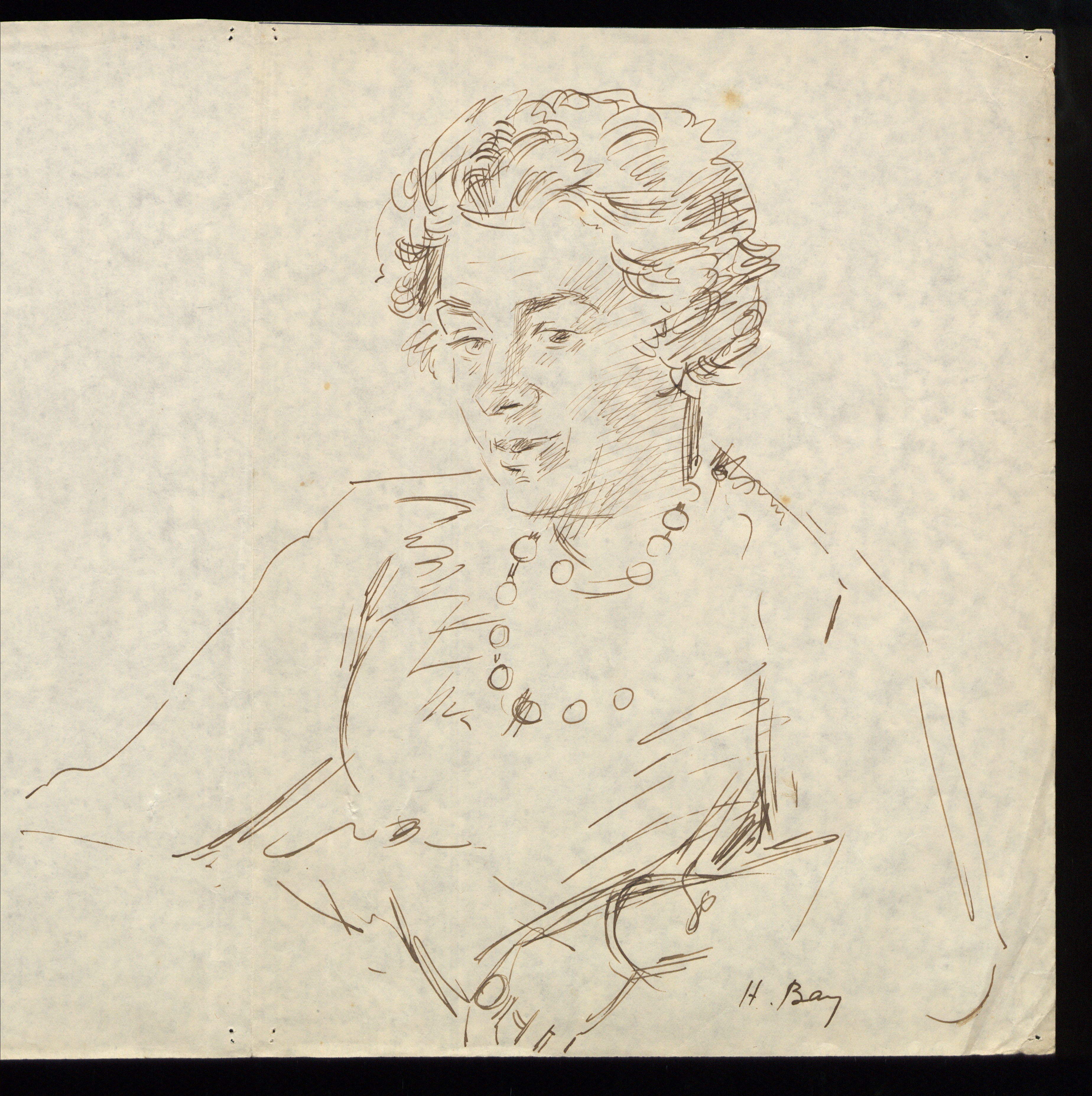
Cécile Ines Loos, Zeichnung von Hanni Bay

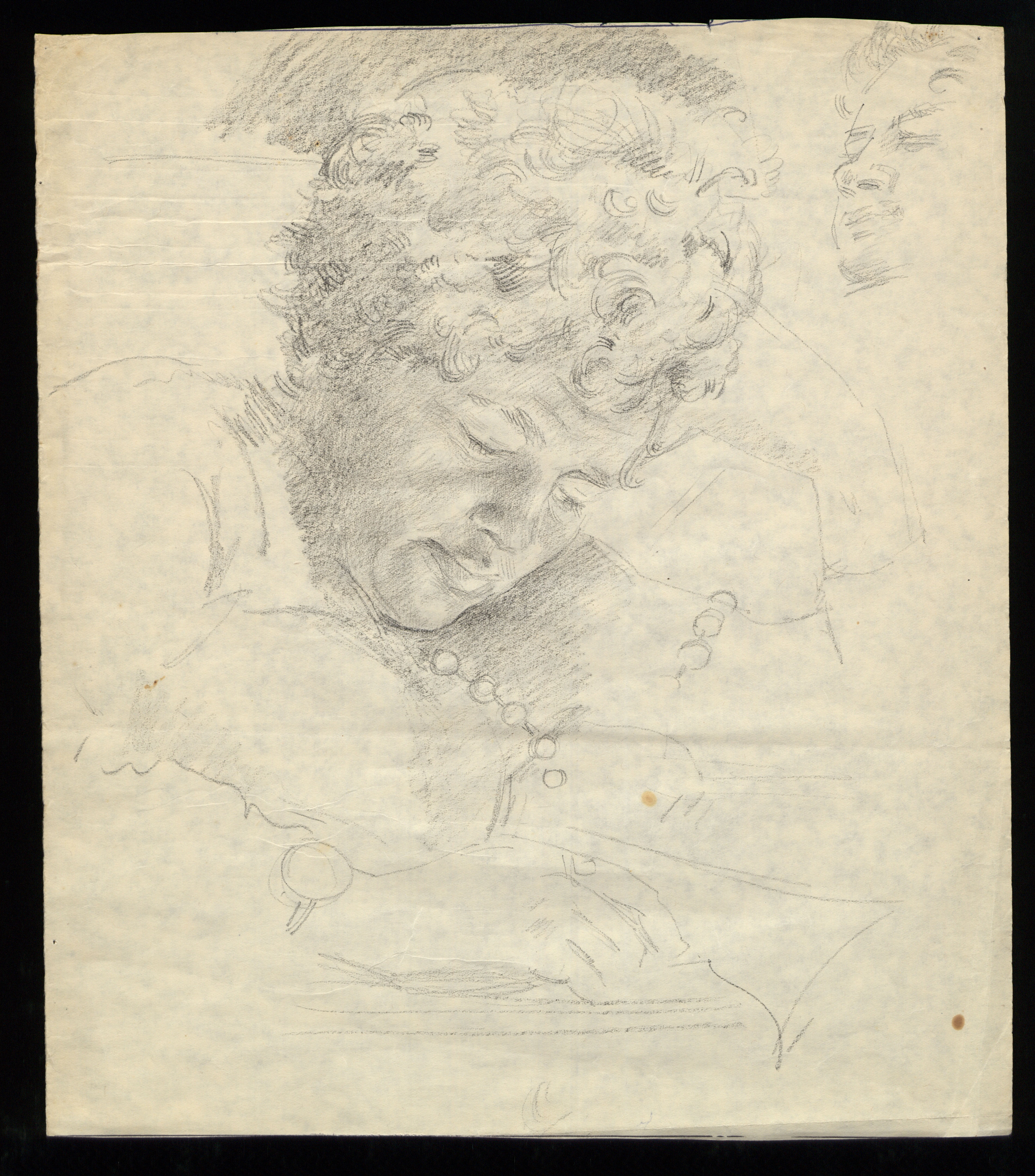
Cécile Ines Loos, Zeichnung von Hanni Bay

## Leben
Cécile Ines Loos war das letzte von fünf Kindern des Basler Organisten Christian Bernhard Felician Loos und seiner Frau Sara Charlotte Loos-Stuckert. Ihre Grosseltern mütterlicherseits waren der Goldschmied Friedrich Wilhelm Stuckert und seine Frau Rosina Stuckert-Burckhardt. Ihre Mutter starb 1885 im Alter von 28 Jahren an der Schwindsucht, auch ihr Vater verstarb kurze Zeit später.
Nach dem Tod der Eltern wurde Loos von Emma Charlotte Langlois-Mollissing, einer frisch verheirateten Freundin ihrer Mutter, und von deren Mann als Pflegekind aufgenommen. In einer unveröffentlichten kurzen Autobiografie erwähnt sie, dass ihre älteren Geschwister allesamt ins Ausland geschickt wurden, während sie selbst die nächsten Jahre mit ihrer neuen Pflegefamilie in Burgdorf lebte. Der nächste Schicksalsschlag war der Tod der Pflegemutter, die 1892 im Kindbett starb, woraufhin der Pflegevater erneut heiratete. Seine neue Frau wollte Loos aus dem Haus haben und so wurde sie 1893 in eine Waisenanstalt der Viktoria-Stiftung in Wabern bei Bern geschickt. Nach einem Aufenthalt im Welschland absolvierte sie eine einjährige Ausbildung zur diplomierten Kindergärtnerin (1902).
Danach arbeitete sie bei verschiedenen Familien als Kindermädchen: Von 1902 bis 1906 bei einer Adelsfamilie in Ohringen bei Winterthur, von 1906 bis 1911 im Hause eines englischen Lords. In dessen Diensten fielen Aufenthalte in Schottland, Irland, Italien und Palästina an. Als Folge eines unglücklichen Liebesverhältnisses gebar sie im August 1911 in Mailand einen unehelichen Sohn namens Leonardo Loos, der zunächst bei Pflegeeltern in Cornate d’Adda aufwuchs. Daraufhin stürzte sie in eine schwere Krise, die auch psychotherapeutisch behandelt wurde und von der sie sich ihr Leben lang nicht vollständig erholte. Als eine Folge davon begann sie mit der Niederschrift literarischer Texte. Beruflich fand sie zwischen 1913 und 1917 Anstellung als Serviermädchen in Bern. Insgesamt ist über die Zeit von 1902 bis zu ihrer Rückkehr nach Basel im Jahr 1921 nur wenig bekannt.
Im Januar 1921 meldete sich Loos offiziell in Basel an und brachte ihren inzwischen zehnjährigen Sohn Leonardo mit, der fortan in einem Waisenhaus aufwuchs und jeweils die Sonntage bei ihr verbrachte.
Ihr Debütroman Matka Boska, der 1929 von der Deutschen Verlagsanstalt veröffentlicht wurde, war ein überragender Erfolg. Die erste Auflage war innert weniger Tage vergriffen und musste nachgedruckt werden. Dadurch wurde sie innert kürzester Zeit im ganzen deutschsprachigen Raum bekannt. Im Dezember 1929 wurde Loos offiziell Mitglied des Schweizerischen Schriftstellervereins.
1931 folgte der zweite Roman unter dem Titel Die Rätsel der Turandot, welcher ebenfalls von der Deutschen Verlagsanstalt herausgegeben wurde. Diese Zeit gilt als Höhepunkt ihrer Karriere, auch wenn der zweite Roman nicht denselben Erfolg wie Matka Boska erreichte. 1932 trat sie eine Rundreise nach Palästina, Ägypten und Griechenland an. In ihrem Nachlass befinden sich unter anderem ein Reisetagebuch sowie ein unveröffentlichter Gedichtband über die Ägyptenreise. Als Loos in die Schweiz zurückkehrte, begann sie, sich mit der anthroposophischen Lehre von Rudolf Steiner zu befassen. Auch hierzu existiert ein Notizbuch in ihrem Nachlass.
Nebst ihrem Schaffen als Schriftstellerin beschäftigte sich Loos auch einige Jahre lang intensiv mit Astrologie, insbesondere mit Horoskopen.
Trotz der Bekanntheit, die Matka Boska ihr verschafft hatte, lebte Loos ihr ganzes Leben lang am Rand des Existenzminimums. Ihren Lebensunterhalt erwarb sie hauptsächlich als Serviertochter, Verkäuferin und Sekretärin. Unterstützung erhielt sie durch die Armenfürsorge und durch eine private Vereinigung von Basler Frauen.
Der Nachlass von Cécile Ines Loos kam 1960 über ihren Sohn Leonardo Loos in die Universitätsbibliothek Basel. Dies wurde durch die Vermittlung von Walter Muschg, einem ehemaligen Freund der Schriftstellerin, ermöglicht. Der Nachlass enthält nebst veröffentlichten Schriften auch zahlreiche unveröffentlichte Werke.
Am St. Alban-Rheinweg 220 befindet sich die Cécile Ines Loos-Anlage.

## Werke
- Matka Boska. Deutsche Verlags-Anstalt, Stuttgart 1929. Neu herausgegeben und mit einem biographischen Nachwort versehen von Charles Linsmayer. Huber, Frauenfeld 2015, ISBN 978-3-7193-1594-8.
- Die Rätsel der Turandot. Deutsche Verlags-Anstalt, Stuttgart 1931.
- Die leisen Leidenschaften. Ein Lied der Freundschaft. Rascher, Zürich 1934.
- Der Tod und das Püppchen. Schweizer Bücherfreunde, Zürich 1939. Neu herausgegeben und mit einem Nachwort versehen von Charles Linsmayer. Edition Kürz, Küsnacht bei Zürich 1984.
- Hinter dem Mond. Atlantis, Zürich 1942. Neuauflage: Ex Libris, Zürich 1983 (= Frühling der Gegenwart. Der Schweizer Roman 1890–1950. Herausgegeben von Charles Linsmayer).
- Konradin. Das summende Lied der Arbeit von Vater, Sohn und Enkel. Atlantis, Zürich 1943.
- Jehanne. Atlantis, Zürich 1946.
- Die Freundin. Erzählung. 1950.
- Schlafende Prinzessinnen. Erzählung. Tschudy, St. Gallen 1950.
- Leute am See. Büchergilde Gutenberg, Zürich 1951.
- Verzauberte Welt. Ein Lesebuch. Zusammengestellt und herausgegeben von Charles Linsmayer. Küsnacht bei Zürich: Edition Kürz 1985. Neuauflage mit Bibliografie 1991.
- Erzählungen. Herausgegeben von Walter Weber. Sabe, Zürich 1987.

## Auszeichnungen
- 1930: Preis der Schweizerischen Schillerstiftung für Matka Boska
- 1947: Preis der Schweizerischen Schillerstiftung
- 1952: Preis der Schweizerischen Schillerstiftung

## Ehrungen
1994 wurde zu ihren Ehren die Cécile Ines Loos-Anlage im Breitequartier in Basel eingeweiht.